# Marathon van Hamburg 2003
De marathon van Hamburg 2003 werd gelopen op zondag 27 april 2003. Het was de achttiende editie van de marathon van Hamburg. De Spanjaard Julio Rey zegevierde bij de mannen voor de tweede keer in drie jaar. Zijn winnende tijd was 2:07.27. De Keniaanse Hellen Kimutai was het sterkst bij de vrouwen in 2:25.53.
In totaal finishten 15.594 marathonlopers, waarvan 2697 vrouwen.

## Uitslagen

### Mannen
| rang   | naam                 | land | tijd    |
| ------ | -------------------- | ---- | ------- |
| Goud   | Julio Rey            | ESP  | 2:07.27 |
| Zilver | Henry Kipkosgei      | KEN  | 2:11.55 |
| Brons  | Barnabus Rutto       | KEN  | 2:11.59 |
| 4      | Vanderlei Delima     | BRA  | 2:12.16 |
| 5      | Leonid Shvetsov      | RUS  | 2:12.43 |
| 6      | Isaac Kiprono        | KEN  | 2:12.54 |
| 7      | Jonathan Wyatt       | NZL  | 2:13.00 |
| 8      | Roman Kejzar         | SLO  | 2:13.26 |
| 9      | Nikolaos Polias      | GRE  | 2:14.14 |
| 10     | Martin Beckmann      | GER  | 2:15.15 |
| 11     | Phillip Sly          | AUS  | 2:15.18 |
| 12     | Abel Chimukoko       | ZIM  | 2:15.29 |
| 13     | Vitor-Dario Cordeiro | POR  | 2:16.06 |
| 14     | Jose Fuentes         | ESP  | 2:18.03 |
| 15     | Jose Valente         | BRA  | 2:18.58 |
| 16     | Margus Pirksaar      | EST  | 2:19.38 |
| 18     | Steffen Benecke      | GER  | 2:22.05 |
| 19     | Herman Achmüller     | ITA  | 2:24.42 |

### Vrouwen
| rang   | naam                   | land | tijd    |
| ------ | ---------------------- | ---- | ------- |
| Goud   | Hellen Kimutai         | KEN  | 2:25.53 |
| Zilver | Shitaye Gemechu        | ETH  | 2:27.46 |
| Brons  | Helena Javornik        | SLO  | 2:28.13 |
| 4      | Marleen Renders        | BEL  | 2:28.31 |
| 5      | Renata Paradowska      | POL  | 2:29.17 |
| 6      | Marcia Narloch         | BRA  | 2:29.59 |
| 7      | Adriana Rodica Chirita | ROU  | 2:32.55 |
| 8      | Fátima Silva           | POR  | 2:32.57 |
| 9      | Annemette Jensen       | DEN  | 2:33.36 |
| 10     | Sylvia Renz            | GER  | 2:35.39 |
| 11     | Chantal Dällenbach     | FRA  | 2:41.15 |
| 12     | Serap Aktas            | TUR  | 2:43.25 |

1986 · 1987 · 1988 · 1989 · 1990 · 1991 · 1992 · 1993 · 1994 · 1995 · 1996 · 1997 · 1998 · 1999 · 2000 · 2001 · 2002 · 2003 · 2004 · 2005 · 2006 · 2007 · 2008 · 2009 · 2010 · 2011 · 2012 · 2013 · 2014 · 2015 · 2016 · 2017